# وونج جينج
وونج جينج (بالصينية: 王晶) هو منتج أفلام وكاتب سيناريو ومخرج وممثل صيني، ولد في 3 مايو 1955 بهونغ كونغ في الصين.

## وصلات خارجية
- وونج جينج على موقع IMDb (الإنجليزية)
- وونج جينج على موقع ألو سيني (الفرنسية)
- وونج جينج على موقع أول موفي (الإنجليزية)
- وونج جينج على موقع قاعدة بيانات الأفلام السويدية (السويدية)
- وونج جينج على موقع قاعدة بيانات الفيلم (الإنجليزية)
- وونج جينج على موقع كينوبويسك (الروسية)